# Será porque te amo
"Será Porque te Amo" é uma canção da cantora Thalía, do seu décimo álbum de estúdio, Lunada (2008). A canção foi escrita por Dario Farina, Daniele Pace, Luis Gómez Escolar e Enzo Ghinazzi e produzida por Emilio Estefan, e lançada como o segundo single do álbum em 21 de Julho de 2008, seu último single lançado pela gravadora EMI. É a versão em espanhol do hit italiano "Sarà perché ti amo" [saˈra perˈke ti ˈaːmo], originalmente cantada pelo grupo Ricchi e Poveri.
"Sera Porque Te Amo" foi lançado apenas nas rádios da América Latina. Apesar de não ter um vídeo de música e praticamente nenhuma promoção, a canção se tornou um sucesso moderado. Além disso, em alguns casos, atingiram posições mais elevadas em airplays de "Ten Paciencia", foi promovido como um todo.

## Desempenho nas tabelas musicais

### Posições
| Parada (2008)                        | Melhor posição |
| ------------------------------------ | -------------- |
| Equador (Los 40 Principales Ecuador) | 7              |
| Equador (Ecuador Top 40)             | 21             |
| México (Los 40 Principales México)   | 12             |
| México (México Top 100)              | 36             |
| México (Mexico Pop 100)              | 17             |
| Paraguai (Paraguay Top 40)           | 5              |